# 了法寺
了法寺（りょうほうじ）は、東京都八王子市日吉町に所在する寺院。宗派は日蓮宗。山号を松栄山（しょうえいざん）と号し「松栄山・了法寺」を正式名称とする。八王子七福神の一つである新護弁財天が祀られている。また、入口に設置された美少女イラスト看板から「萌え寺」としても知られる。旧本山は大本山本圀寺（六条門流）。奠師法縁（奠統会）。

## 歴史
- 1489年（延徳元年） - 啓運日澄上人が隠居する寺として開山されたとされる。
- 1490年（延徳2年） - 元八王子に改めて開山
- 1590年（天正18年） - 日吉町に移転

## 伽藍
- 本堂
- 墓地
- 稲荷堂
- 絵馬掛
- 案内看板（通称：萌え看板。後述）

## 信仰
上記の通り弁財天を祀る寺であるが神仏習合の風習を残しており、伽藍内に神道における農商繁の神でいわゆる宇賀神であり稲荷神である宇迦之御魂神を祀る稲荷堂（稲荷神社）が配されている稲荷信仰の寺でもある。そのため御使として稲荷神としての狐と水神である弁財天の使い、ないしは宇賀神の化身としての白蛇も信仰の対象としている。
稲荷勧進は熊谷稲荷、於岩稲荷、文護稲荷、最上稲荷、笠間稲荷、豊川稲荷より行われ、これら各稲荷寺社の支宮・支寺としての性質を持つ。三対勧進により大黒天および龍神をも祀る。
また、弁財天を祀る寺社には珍しく、単に音楽・芸術や水神としての御利益だけでなく縁結びもその主なものとして挙げている。

## 萌え寺

萌え看板

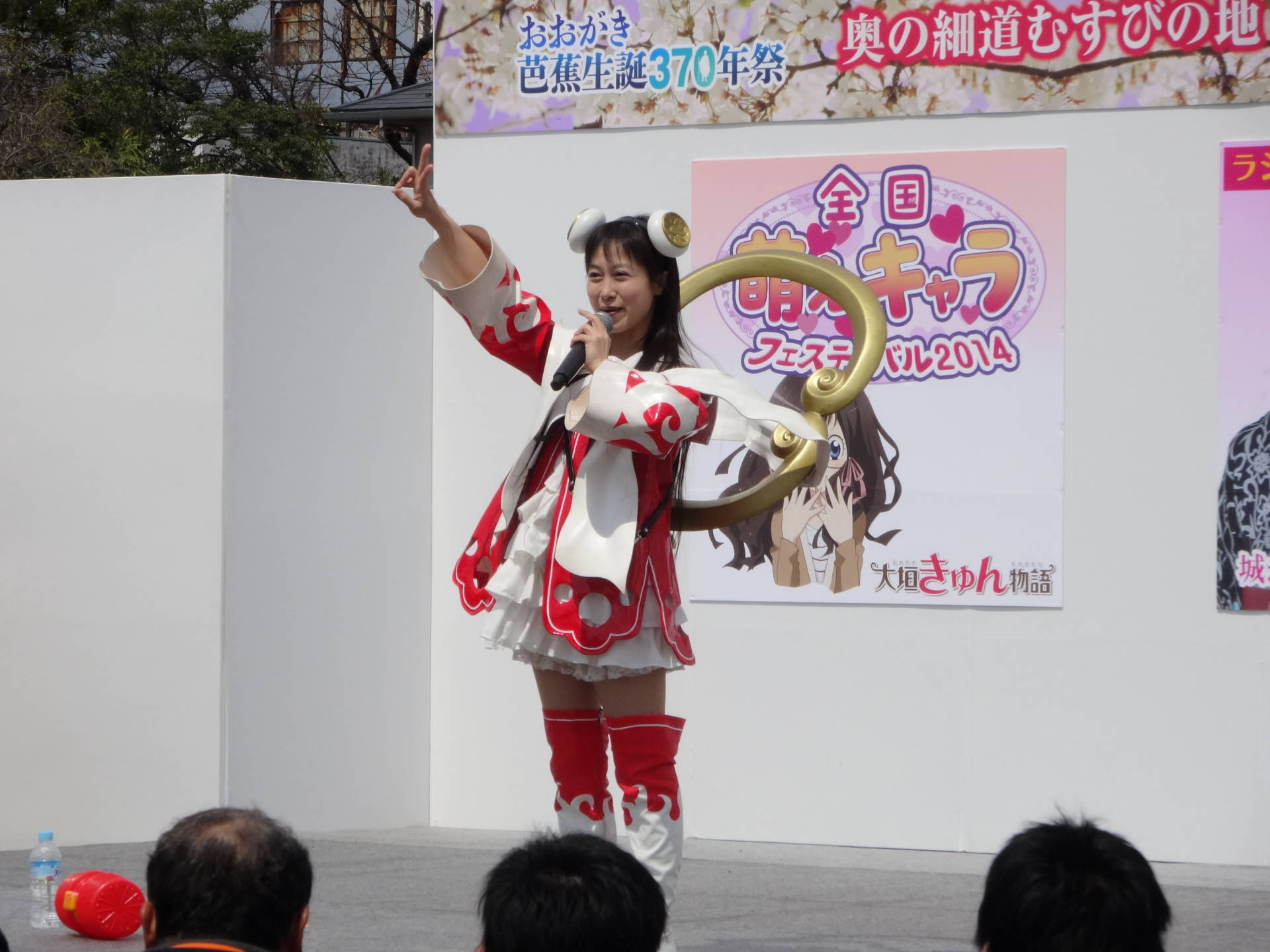
コスプレ姿で歌うとろ美（2014年4月撮影）

当寺が「萌え寺」と呼ばれるようになったのは、2009年5月、寺の入口に萌え系美少女イラストが描かれた看板が設置されたことによる。誰でも気軽に入れる雰囲気作りのため、また、当寺に祀られている新護弁財天が音楽・芸術の神であることから、住職の十数年来の友人で檀家の孫である広告企画会社八福社長三井一仁の紹介により、声優・イラストレーターのとろ美が起用され、弁財天をモチーフにした「とろ弁天」など、とろ美のイラストによる案内看板・携帯サイトを製作する。これにより、若い男性の参拝客が増加した。2009年には『ナニコレ珍百景』で「萌えるお寺」として放送されMV珍を受賞している。また、八王子いちょう祭り期間中の2009年11月21・22日に境内でメイドカフェを、2010年1月には餅つき、同年4月にメイドカフェを開催した。
2010年8月には了法寺レコードレーベルにより、とろ弁天のコスプレ姿でとろ美が歌う了法寺CMテーマソング、「寺ズッキュン!愛の了法寺!」が完成。了法寺本堂の配札所はもちろんのこと、同年夏以降のコミックマーケット「サーファーズパラダイス」企業ブースにおいても頒布されている。2010年10月には宮川武原型による萌え仏像、「とろ弁天像」が完成し、11月7日に「とろ弁天像」奉納祭が行われ「とろ弁天像」の除幕式などを行った。今後はインターネットラジオも放送予定である。2010年のコミックマーケット79では「がうたま・れじぇんず」が発売された。
2011年2月にはNHKワールドTVの紀行番組『journeys in japan』で、「Colorful Temple Tour!」の回で放送された。
ちなみに住職は最初イラストを見た際は愕然したというが設置に関しては家族や檀家にも相談したが「かわいいからいいんじゃない？」と特に反対もなくあっさり決まったという。

### 漫画化
角川書店発売の『4コマnanoエース』Vol.1からVol.18まで、『ようこそ了法寺へ』（企画・発案:株式会社八福、漫画:とろ美）が連載、単行本全1巻。

### 関連ゲーム
カードバトルゲームアプリ『ようこそ了法寺へ』(発売元:GMOゲームセンター)が、2012年11月26日よりサービスを開始。4年8ヶ月後の2017年7月25日にサービス終了となった。
また、2012年8月10日のコミックマーケット82では、株式会社八福開発のリズムゲーム「お経の達人」を頒布予定だったが、ゲームシステム等に特許権侵害の可能性があるとして、取りやめている。

## アクセス
- 東日本旅客鉄道（JR東日本）中央線西八王子駅から徒歩7分。
- JR中央線八王子駅北口バスターミナルより城山手・高尾駅方面行きに乗車。千人町一丁目バス停にて下車。徒歩1分。